# Lasiochlora
Lasiochlora is een geslacht van vlinders van de familie spanners (Geometridae), uit de onderfamilie Geometrinae.

## Soorten
- L. bicolor (Thierry-Mieg, 1907)
- L. diducta (Walker, 1861)